# أكبر صباح قهوة في العالم
أكبر صباح قهوة في العالم هو حدثًا سنويًا لجمع التبرعات يديره مركز ماكميلان لدعم مرضى السرطان حيث يستضيف الأشخاص في جميع أنحاء المملكة المتحدة ويحضرون صباحات القهوة لدعم مؤسسة ماكميلان. منذ عام 1990، جمعت ما يزيد عن 310 مليون جنيه إسترليني لصالح ماكميلان. تقام الفعاليات عادة في يوم الجمعة الأخير من شهر سبتمبر، ومع ذلك، يمكن أن تقام تجمعات مماثلة في أوقات مختلفة طوال العام.

## تاريخه
أقيم أول صباح للقهوة عام 1990، عندما نظمت لجنة محلية لجمع التبرعات صباحية للقهوة حيث تم التبرع بتكلفة القهوة إلى ماكميلان. كما أقيم أول صباح قهوة على مستوى البلاد في عام 1991 بمشاركة 2600 مؤيد. يعد أكبر صباح قهوة في العالم أحد أكبر وأقدم أحداث جمع التبرعات من نوعه في المملكة المتحدة. كما شملت فعاليات جمع التبرعات الأخرى جلسات القهوة الصباحية على عمق 100 قدم تحت الأرض في منجم بولدارك، وعلى متن طائرة مقاتلة وفي القارة القطبية الجنوبية.

## الداعمون للشركات
الشريك الرسمي لصباح القهوة هو ماركس أند سبنسر. منذ عام 2010، جمعت شركة سبنسر مبلغ 10 ملايين جنيه إسترليني من خلال إنشاء منتجات أدوات منزلية بإصدار محدود وبيع مجموعة من المخبوزات مع تبرع يذهب إلى مؤسسة ماكميلان لدعم مرضى السرطان.

## مشاركون ملحوظون
- أليشا ديكسون، مغنية وكاتبة أغاني وراقصة وعارضة أزياء وشخصية تلفزيونية إنجليزية.
- لاري لامب، ممثل إنجليزي.
- ستيفن فراي، مدونة ومؤلفة ومغردة حائزة على جوائز.[4]
- مارتن كلونيس، ممثل وكوميدي إنجليزي.[5]
- بن فوجل، مقدم برامج تلفزيونية إنجليزي ومغامر وكاتب.[6]
- كاثرين جينكينز، المغنية الكلاسيكية الويلزية، شاركت صباح القهوة في ماركس آند سبنسر مع الرئيس التنفيذي ستيوارت روز.[7]
- شيري ميرفي، ممثلة ومقدمة برامج تلفزيونية إنجليزية.[8]